# 田山陽子
田山 陽子（たやま ようこ、11月22日 - ）は、日本の声優。東京都出身。血液型はO型。

## 出演作品

### TV番組
- 週刊ニュースリーダー（テレビ朝日）
- コピンクス（静岡朝日テレビ）
- 科捜研の女　解説放送(テレビ朝日）
- ヒロミのファン総会（テレビ朝日）
- オジサンズ11（日本テレビ）
- シンプル・レイ工法（MXTV）
- ウシオの野望　3rd　Try

### TV CM
- タマホーム
- NEC　Softbank　携帯　N507シリーズ
- レノア『犬主婦シリーズ』

### ラジオCM
- イエローハット時報CM（東京FM・JFN・ＦＭ富士）
- 映画 地上5センチの恋心
- 静岡茶（ニッポン放送）
- ニューカレドニア航空（InterFM）

### 吹き替え
- ファングス
- エア・ポート
- カメレオン・プロジェクト
- 処刑山　デッド・スノウ
- グラウンドゼロに刻まれた英雄たちの物語
- ノストラダムス・エフェクト～預言と黙示録～
- アメリカお宝鑑定団　ポーン・スターズ
- 現代の脅威

### DVDナレーション
- 陽気なギャングが地球を回す  特典映像・メイキング
- 少ないお金で夢がかなうイギリスの小さな家
- 立教大学　創立記念DVD

### 企業VP
- イエローハット
- ニューカレドニア航空
- 小田急百貨店
- NIRA
- TMI総合法律事務所
- JOMO
- 松屋労組
- ニチレイ・全麦連
- ぐるなび
- プロロジスパーク
- 高砂熱学工業(株)
- 三宝商事株式会社
- バイオジェン・アイデック・ジャパン株式会社（アボネックス）

### CM
- 全日空
- 富士通
- JRA
- ドリームジャンボ宝くじ（レポーター）

### ラジオ
- 大江戸ワイド～スーパーあふたぬーん パーソナリティ 木曜レギュラー  レインボータウンFM
- JUKE BOX  DJ 水曜担当 InterFM
- NEXTORN InterFM
- 『EARLY BIRD』 DIG　THE　HITS  InterFM
- Music Bird Music Recommend
- 代官山ラジオ局

### MC
- KDDI
- シーメンス
- World PC
- ナイスフェア2003
- 全国茶商工業協同組合連合会式典
- 映画舞台挨拶　鋼の錬金術師